# دوسسور
دوسسور (قزاقی: Доссор) یک منطقه مسکونی در قزاقستان است که در استان آتیرائو واقع شده‌است.